# Pinheiro de Coja
Pinheiro de Coja era una freguesia portuguesa del municipio de Tábua, distrito de Coímbra.

## Historia
Fue suprimida el 28 de enero de 2013, en aplicación de una resolución de la Asamblea de la República portuguesa promulgada el 16 de enero de 2013 al unirse con la freguesia de Meda de Mouros, formando la nueva freguesia de Pinheiro de Coja e Meda de Mouros.